# Tom Greenway
Thomas Myers „Tom” Greenway (ur. 28 września 1956 w Lethbridge, zm. 15 lipca 2004) – kanadyjski judoka. Olimpijczyk z Montrealu 1976, gdzie zajął szesnaste miejsce w kategorii open.
Uczestnik mistrzostw świata w 1979. Startował w Pucharze Świata w 1991. Zdobył pięć medali na mistrzostwach panamerykańskich w latach 1978 - 1990. Drugi na Igrzyskach Wspólnoty Narodów w 1990 i trzeci w 1986 (w 1986 była to dyscyplina pokazowa). Ośmiokrotny medalista mistrzostw Kanady w latach 1977-1991.

## Letnie Igrzyska Olimpijskie 1976
| Konkurencja | Eliminacje             | Klas. końcowa |
| Konkurencja | Przeciwnik I           | Miejsce       |
| ----------- | ---------------------- | ------------- |
| open        | Vladimír Novák (TCH) P | 16.           |